# Liste von Sprengstoffanschlägen im Jahr 1995
Die Liste von Sprengstoffanschlägen im Jahr 1995 erfasst Anschläge mit Sprengladungen und anderen Spreng- und Brandvorrichtungen gegen Einrichtungen und Ansammlungen von Menschen, die im Jahr 1995 passierten. Zu den Formen zählen unter anderem Auto- und Rucksackbomben. Siehe auch Liste von Anschlägen auf Verkehrsflugzeuge.

## Liste
| Datum         | Ereignis                                                                                   | Ort                  | Staat                             | Tote     | Verletzte | Anmerkung, Quellen                           |
| ------------- | ------------------------------------------------------------------------------------------ | -------------------- | --------------------------------- | -------- | --------- | -------------------------------------------- |
| 2. Jan. 1995  | Anschlag mit Landmine auf Zug                                                              | Kampong Chhnang      | Kambodscha                        | 8        | 36        | [ 1 ]                                        |
| 3. Jan. 1995  | Anschlag mit Schusswaffen und Granaten auf Waisenhaus                                      | Cyangugu             | Ruanda                            | 1        | 25        | [ 2 ]                                        |
| 14. Jan. 1995 | Sprengstoffanschlag auf Kaufhaus                                                           | Kunming              | China                             | 1        | 98        | [ 3 ]                                        |
| 19. Jan. 1995 | Anschlag mit Autobombe auf Markt                                                           | Bougara              | Algerien                          | 2        | 20        | [ 4 ]                                        |
| 22. Jan. 1995 | Selbstmordattentat auf Bushaltestelle                                                      | Scharonebene         | Israel                            | 21 (+2)  | 69        |                                              |
| 26. Jan. 1995 | Sprengstoffanschlag auf Kundgebung                                                         | Jammu                | Indien                            | 8        | 60        | [ 5 ]                                        |
| 28. Jan. 1995 | Granatenangriff auf Bar                                                                    | Daveyton             | Südafrika                         | 2        | 35        | [ 6 ]                                        |
| 30. Jan. 1995 | Selbstmordattentat mit Autobombe auf Polizeihauptquartier                                  | Algier               | Algerien                          | 42 (+1)  | 286       | [ 7 ]                                        |
| 4. Feb. 1995  | Sprengstoffanschlag von Oberwart                                                           | Oberwart             | Österreich                        | 4        | 0         |                                              |
| 6. Feb. 1995  | Sprengstoffanschlag auf kroatische Touristen                                               | Stinatz              | Österreich                        | 0        | 1         | [ 8 ]                                        |
| 12. Feb. 1995 | Anschlag mit Schusswaffen und Sprengstoff auf Hotels                                       | Rajshahi             | Bangladesch                       | 2        | 100       | [ 9 ]                                        |
| 27. Feb. 1995 | Anschlag mit Autobombe auf Markt                                                           | Zaxo                 | Irak                              | 76       | 141       | [ 10 ]                                       |
| 3. März 1995  | Granatenangriff auf Schule                                                                 | Muyinga              | Burundi                           | 1        | 44        | [ 11 ]                                       |
| 10. März 1995 | Anschlag mit Autobombe auf Moschee                                                         | Karatschi            | Pakistan                          | 12       | 26        | [ 12 ]                                       |
| 10. März 1995 | Anschlag mit Autobombe auf Polizeigebäude                                                  | Algier               | Algerien                          | 0        | 60        | [ 13 ]                                       |
| 12. März 1995 | Sprengstoffanschlag                                                                        | Dhaka                | Bangladesch                       | 0        | 50        | [ 14 ]                                       |
| 27. März 1995 | Anschlag mit Schusswaffen und Granaten auf Flüchtlingslager                                | Gitega               | Burundi                           | 12       | 20        | [ 15 ]                                       |
| 2. Apr. 1995  | Sprengstoffanschlag                                                                        | Gaza                 | Palästinensische Autonomiegebiete | 8        | 30        | [ 16 ]                                       |
| 4. Apr. 1995  | Anschlag mit Bazookas                                                                      | Ipil                 | Philippinen                       | 73 (+41) | 1         | [ 17 ]                                       |
| 9. Apr. 1995  | Selbstmordattentat mit Autobombe auf Bus                                                   | Kefar Darom          | Palästinensische Autonomiegebiete | 7 (+1)   | 40        | [ 18 ]                                       |
| 11. Apr. 1995 | Anschlag von Ebergassing                                                                   | Ebergassing          | Österreich                        | 0 (+2)   |           |                                              |
| 16. Apr. 1995 | Granatenangriff auf Restaurant                                                             | Prachuap Khiri Khan  | Thailand                          | 7        | 20        | [ 19 ]                                       |
| 19. Apr. 1995 | Bombenanschlag auf das Murrah Federal Building in Oklahoma City                            | Oklahoma City        | Vereinigte Staaten                | 168      | 680+      | Anschlag mit Autobombe auf Regierungsgebäude |
| 21. Apr. 1995 | Anschlag mit Mörsern und Panzerfäusten auf Militärstützpunkt                               | Batticaloa           | Sri Lanka                         | 25       | 40        | [ 21 ]                                       |
| 28. Apr. 1995 | Anschlag mit Flugabwehrrakete auf Militärflugzeug                                          | Jaffna               | Sri Lanka                         | 38       | 0         | [ 22 ]                                       |
| 29. Apr. 1995 | Anschlag mit Flugabwehrrakete auf Militärflugzeug                                          | Jaffna               | Sri Lanka                         | 52       | 0         | [ 23 ]                                       |
| 5. Mai 1995   | Granatenangriff auf Markt                                                                  | Bujumbura            | Burundi                           | 0        | 31        | [ 24 ]                                       |
| 25. Mai 1995  | Sprengstoffanschlag auf Tennisclub                                                         | Algier               | Algerien                          | 37       | 3         | [ 25 ]                                       |
| 9. Juni 1995  | Sprengstoffanschlag auf Hochzeitsagentur                                                   | Linz                 | Österreich                        | 0        | 2         | [ 26 ]                                       |
| 10. Juni 1995 | Sprengstoffanschlag auf Denkmal                                                            | Medellín             | Kolumbien                         | 29       | 200       | [ 27 ]                                       |
| 12. Juni 1995 | Sprengstoffanschlag auf Touristen                                                          | Hikkaduwa            | Sri Lanka                         | 6        | 54        | [ 28 ]                                       |
| 6. Juli 1995  | Granatenangriff auf Markt                                                                  | Bujumbura            | Burundi                           | 0        | 20        | [ 29 ]                                       |
| 11. Juli 1995 | Anschlag mit Schusswaffen und Granaten auf Markt                                           | Muyinga              | Burundi                           | 48       | 0         | [ 30 ]                                       |
| 15. Juli 1995 | Granatenangriff auf Schule                                                                 | Cibitoke             | Burundi                           | 0        | 20        | [ 31 ]                                       |
| 20. Juli 1995 | Anschlag mit Landmine und Schusswaffen auf Militärpatrouille                               | Trujillo             | Peru                              | 36       | 6         | [ 32 ]                                       |
| 20. Juli 1995 | Anschlag mit Motorrollerbombe auf Marktplatz                                               | Jammu                | Indien                            | 17       | 100       | [ 33 ]                                       |
| 21. Juli 1995 | Sprengstoffanschlag auf Markt                                                              | Tawusch              | Armenien                          | 2        | 20        | [ 34 ]                                       |
| 23. Juli 1995 | Sprengstoffanschlag auf Bus                                                                | Kasur                | Pakistan                          | 3        | 25        | [ 35 ]                                       |
| 24. Juli 1995 | Selbstmordattentat auf Bus                                                                 | Tel Aviv-Jaffa       | Israel                            | 6 (+1)   | 32        | [ 36 ]                                       |
| 25. Juli 1995 | Sprengstoffanschlag auf Bahnhof                                                            | Paris                | Frankreich                        | 7        | 86        | [ 37 ]                                       |
| 26. Juli 1995 | Anschlag mit Motorrollerbombe auf Hindu-Tempel                                             | Jammu                | Indien                            | 1        | 42        | [ 38 ]                                       |
| 6. Aug. 1995  | Selbstmordattentat mit Autobombe auf Elektrizitätswerk                                     | Boufarik             | Algerien                          | 11       | 25        | [ 39 ]                                       |
| 6. Aug. 1995  | Granatenangriff auf Polizeifahrzeug                                                        | Algier               | Algerien                          | 2        | 20        | [ 40 ]                                       |
| 6. Aug. 1995  | Schusswaffen- und Granatenangriff auf Flüchtlingslager                                     | Cibitoke             | Burundi                           | 30       | 0         | [ 41 ]                                       |
| 7. Aug. 1995  | Selbstmordattentat                                                                         | Colombo              | Sri Lanka                         | 24       | 40        | [ 42 ]                                       |
| 10. Aug. 1995 | Sprengstoffanschlag auf Passagierzug                                                       | Medea                | Algerien                          | 7        | 20        | [ 43 ]                                       |
| 17. Aug. 1995 | Anschlagsserie in Frankreich 1995                                                          | Paris                | Frankreich                        | 0        | 17        | Sprengstoffanschlag auf den Arc de Triomphe  |
| 17. Aug. 1995 | Sprengstoffanschlag auf Polizeikaserne                                                     | Arnedo               | Spanien                           | 0        | 40        | [ 44 ]                                       |
| 21. Aug. 1995 | Selbstmordattentat auf Bus                                                                 | Jerusalem            | Israel                            | 5 (+1)   | 100       | [ 45 ]                                       |
| 25. Aug. 1995 | Sprengstoffanschlag auf Polizeistation                                                     | Helsinki             | Finnland                          | 0        | 1         | [ 46 ]                                       |
| 26. Aug. 1995 | Anschlagsserie in Frankreich 1995                                                          | Paris                | Frankreich                        | 0        | 0         | Sprengstoffanschlag auf Zug                  |
| 27. Aug. 1995 | Sprengstoffanschlag auf Touristen                                                          | Istanbul             | Türkei                            | 2        | 30        | [ 47 ]                                       |
| 28. Aug. 1995 | Markale-Massaker                                                                           | Sarajevo             | Bosnien und Herzegowina           | 43       | 75        |                                              |
| 31. Aug. 1995 | Selbstmordattentat auf Beant Singh                                                         | Chandigarh           | Indien                            | 16 (+1)  | 30        | [ 48 ]                                       |
| 31. Aug. 1995 | Anschlag mit Autobombe auf Polizeihauptquartier                                            | Algier               | Algerien                          | 9        | 104       | [ 49 ]                                       |
| 3. Sep. 1995  | Anschlag mit Schnellkochtopfbombe auf Markt                                                | Paris                | Frankreich                        | 0        | 4         |                                              |
| 6. Sep. 1995  | Sprengstoffanschlag auf Aktivisten                                                         | Dhaka                | Bangladesch                       | 1        | 50        | [ 50 ]                                       |
| 7. Sep. 1995  | Anschlag mit Autobombe auf jüdische Schule                                                 | Lyon                 | Frankreich                        | 0        | 14        |                                              |
| 17. Sep. 1995 | Sprengstoffanschlag auf Kaufhaus                                                           | Izmir                | Türkei                            | 5        | 25        | [ 51 ]                                       |
| 25. Sep. 1995 | Sprengstoffanschlag                                                                        | Delhi                | Indien                            | 0        | 46        | [ 52 ] [ 53 ]                                |
| 2. Okt. 1995  | Selbstmordattentat auf Marine-Landungsboot                                                 | Ostprovinz           | Sri Lanka                         | 15       | 34        | [ 54 ]                                       |
| 6. Okt. 1995  | Sprengstoffanschlag auf das Maison Blanche                                                 | Paris                | Frankreich                        | 0        | 13        |                                              |
| 10. Okt. 1995 | Anschlag mit Autobombe auf Kraftwerk                                                       | Khemis Miliana       | Algerien                          | 3        | 30        | [ 55 ]                                       |
| 16. Okt. 1995 | Anschläge mit Briefbombe auf einen syrischen Arzt und einen Menschenrechtsaktivisten       | Poysdorf, Stronsdorf | Österreich                        | 0        | 2         | [ 56 ] [ 57 ]                                |
| 17. Okt. 1995 | Sprengstoffanschlag auf Aktivisten                                                         | Dhaka                | Bangladesch                       | 0        | 40        | [ 58 ]                                       |
| 17. Okt. 1995 | Anschlagsserie in Frankreich 1995                                                          | Paris                | Frankreich                        | 0        | 29        | Sprengstoffanschlag auf Pendlerzug           |
| 18. Okt. 1995 | Sprengstoffanschlag auf Bus mit Soldaten                                                   | nahe Bogotá          | Kolumbien                         | 62       | 11        | [ 60 ]                                       |
| 20. Okt. 1995 | Selbstmordattentat mit Autobombe auf Polizeistation                                        | Rijeka               | Kroatien                          | 0 (+1)   | 29        | [ 61 ]                                       |
| 20. Okt. 1995 | Anschlag mit Schusswaffen, Panzerfäusten und Sprengstoff auf die staatliche Ölgesellschaft | Colombo              | Sri Lanka                         | 21 (+4)  | 32        | [ 62 ]                                       |
| 22. Okt. 1995 | Sprengstoffanschlag auf Moschee                                                            | Tabuk                | Saudi-Arabien                     | 7        | 101       | [ 63 ]                                       |
| 22. Okt. 1995 | Anschlag mit Autobombe auf Dorf                                                            | Relizane             | Algerien                          | 11       | 82        | [ 64 ]                                       |
| 31. Okt. 1995 | Sprengstoffanschlag auf den irakischen Nationalkongress                                    | Salah ad-Din         | Irak                              | 26       | 70        | [ 65 ]                                       |
| 1. Nov. 1995  | Granatenangriff auf Flüchtlingslager                                                       | Bujumbura Mairie     | Burundi                           | 2        | 20        | [ 66 ]                                       |
| 5. Nov. 1995  | Sprengstoffanschlag auf Dorf                                                               | Ampara               | Sri Lanka                         | 2        | 37        | [ 67 ]                                       |
| 6. Nov. 1995  | Anschlag mit Landmine auf Bus                                                              | Cuanza Sul           | Angola                            | 5        | 20        | [ 68 ]                                       |
| 11. Nov. 1995 | Selbstmordattentat auf Armee-Hauptquartier, Soldaten, Polizisten, Zivilisten und Bahnhof   | Ampara               | Sri Lanka                         | 17 (+2)  | 59        | [ 69 ]                                       |
| 13. Nov. 1995 | Anschlag mit Autobombe auf Militärgebäude                                                  | Riad                 | Saudi-Arabien                     | 7        | 60        | [ 70 ]                                       |
| 19. Nov. 1995 | Selbstmordattentat mit Autobombe auf die ägyptische Botschaft                              | Islamabad            | Pakistan                          | 16 (+1)  | 60        | [ 71 ]                                       |
| 21. Nov. 1995 | Sprengstoffanschlag auf Restaurant                                                         | Neu-Delhi            | Indien                            | 0        | 23        | [ 72 ]                                       |
| 21. Nov. 1995 | Sprengstoffanschlag auf Parteigebäude                                                      | Salah ad-Din         | Irak                              | 12       | 20        | [ 73 ]                                       |
| 22. Nov. 1995 | Sprengstoffanschlag auf Polizisten                                                         | Dhaka                | Bangladesch                       | 0        | 50        | [ 74 ]                                       |
| 24. Nov. 1995 | Selbstmordattentat auf Militärgebäude und Zivilisten                                       | Colombo              | Sri Lanka                         | 16 (+2)  | 50        | [ 75 ]                                       |
| 28. Nov. 1995 | Granatenangriff auf Markt                                                                  | Kabacan              | Philippinen                       | 1        | 28        | [ 76 ]                                       |
| 1. Dez. 1995  | Sprengstoffanschlag auf Bus                                                                | Lahore               | Pakistan                          | 3        | 20        | [ 77 ]                                       |
| 4. Dez. 1995  | Anschlag mit Autobombe auf Markt und Regierungsgebäude                                     | Grosny               | Russland                          | 11       | 60+       | [ 78 ]                                       |
| 5. Dez. 1995  | Selbstmordattentat mit Schusswaffen auf Polizeilager                                       | Batticaloa           | Sri Lanka                         | 57       | 0         | [ 79 ]                                       |
| 5. Dez. 1995  | Anschlag mit Landmine auf Bus                                                              | Sud-Kivu             | Zaire                             | 4        | 31        | [ 80 ]                                       |
| 6. Dez. 1995  | Sprengstoffanschlag auf Markt                                                              | Ludhiana             | Indien                            | 0        | 22        | [ 81 ]                                       |
| 6. Dez. 1995  | Anschlag in Madrid 1995                                                                    | Madrid               | Spanien                           | 6        | 19        |                                              |
| 12. Dez. 1995 | Anschlag mit Autobombe auf Café                                                            | Algier               | Algerien                          | 15       | 40        | [ 82 ]                                       |
| 20. Dez. 1995 | Sprengstoffanschlag auf Café                                                               | Mostaganem           | Algerien                          | 1        | 23        | [ 83 ]                                       |
| 21. Dez. 1995 | Selbstmordattentat mit Autobombe auf Kaufhaus                                              | Peschawar            | Pakistan                          | 42       | 100       | [ 84 ]                                       |
| 25. Dez. 1995 | Granatenangriff auf Soldaten                                                               | Goma                 | Zaire                             | 5        | 0         | [ 85 ]                                       |